# Mentha requienii
Mentha requienii sau menta corsicană, este o plantă erbacee perenă din familia Lamiaceae. E o specie relativ rară, endemică în Corsica și Sardinia. Crește foarte încet și are frunze de un verde intens, cu o aromă puternică de mentă.